# Preußische Kronjuwelen

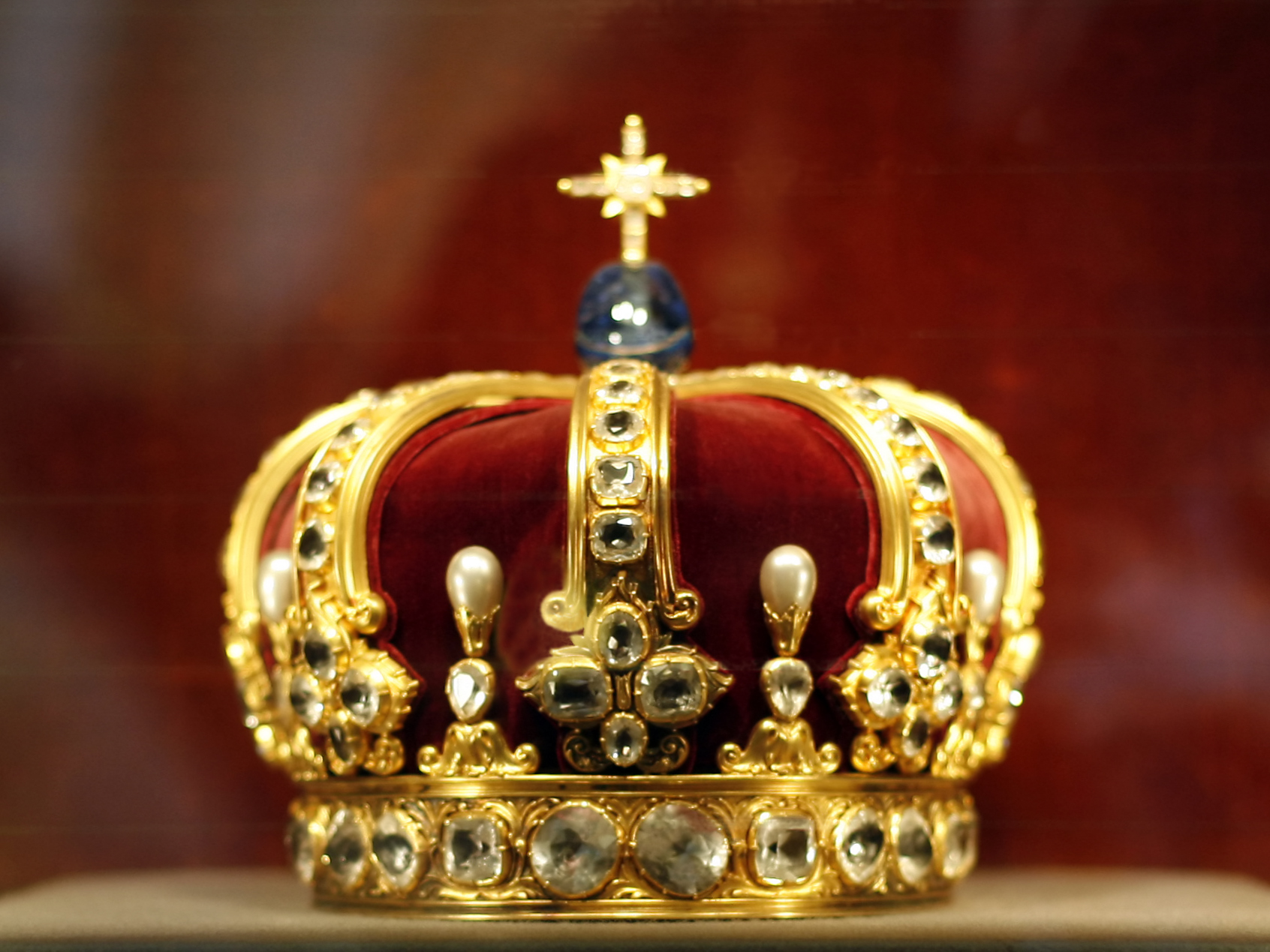
Für Wilhelm II. angefertigte preußische Königskrone

Die preußischen Kronjuwelen sind eine Sammlung von Insignien und Schmuck der Könige von Preußen. Im Gegensatz zu den oftmals reich geschmückten und verschwenderisch ausgestatteten Kronjuwelen anderer Monarchen galten die Insignien der Hohenzollern stets als eher spartanisch.

## Beschreibung

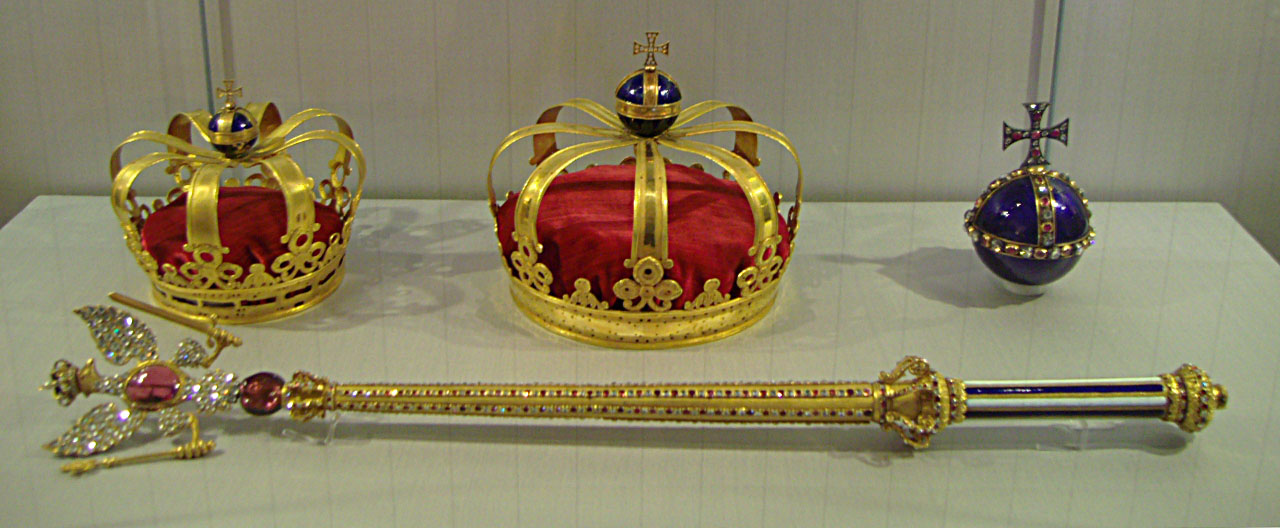
Preußische Kroninsignien

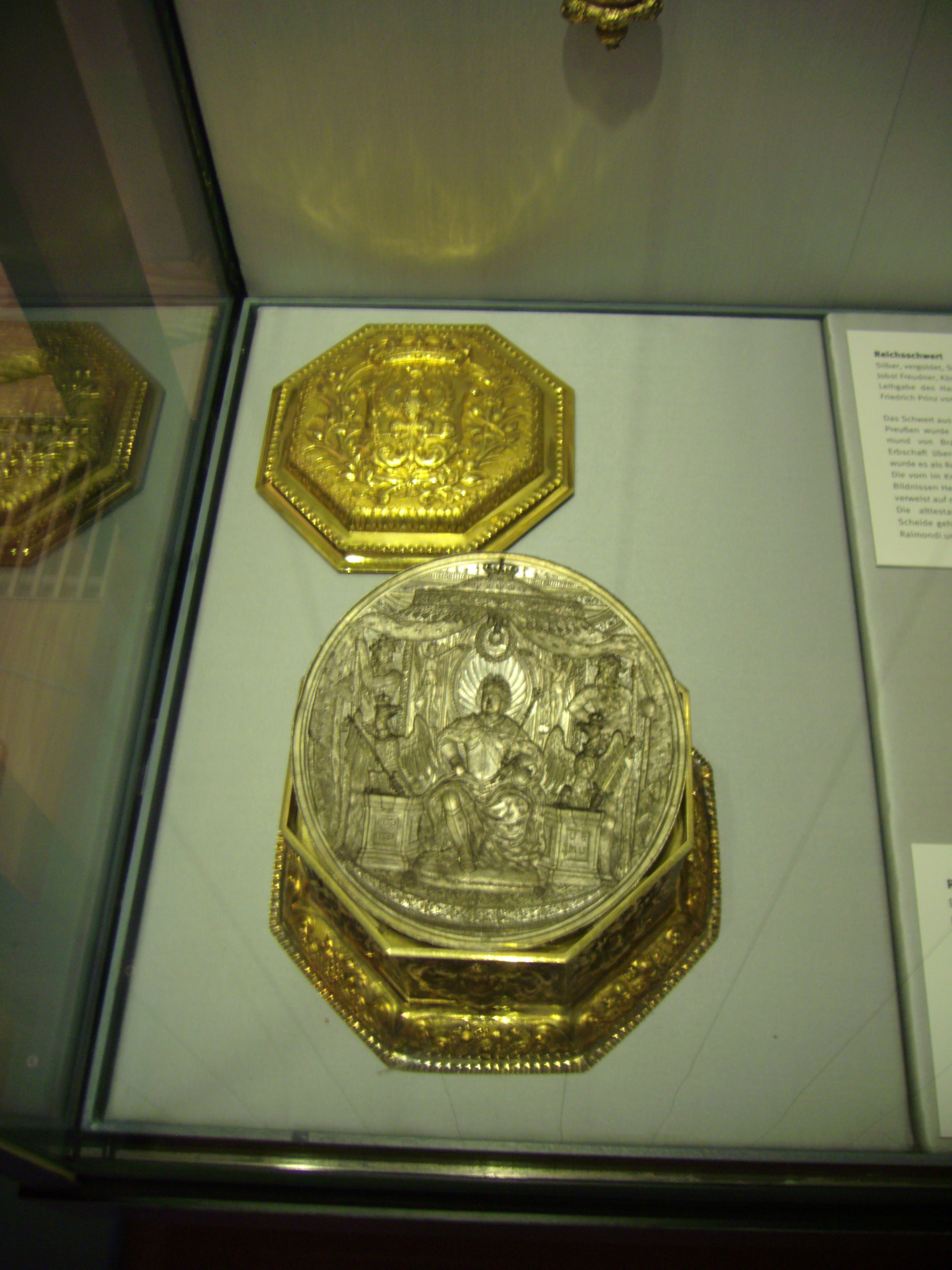
Reichssiegel Friedrichs I.

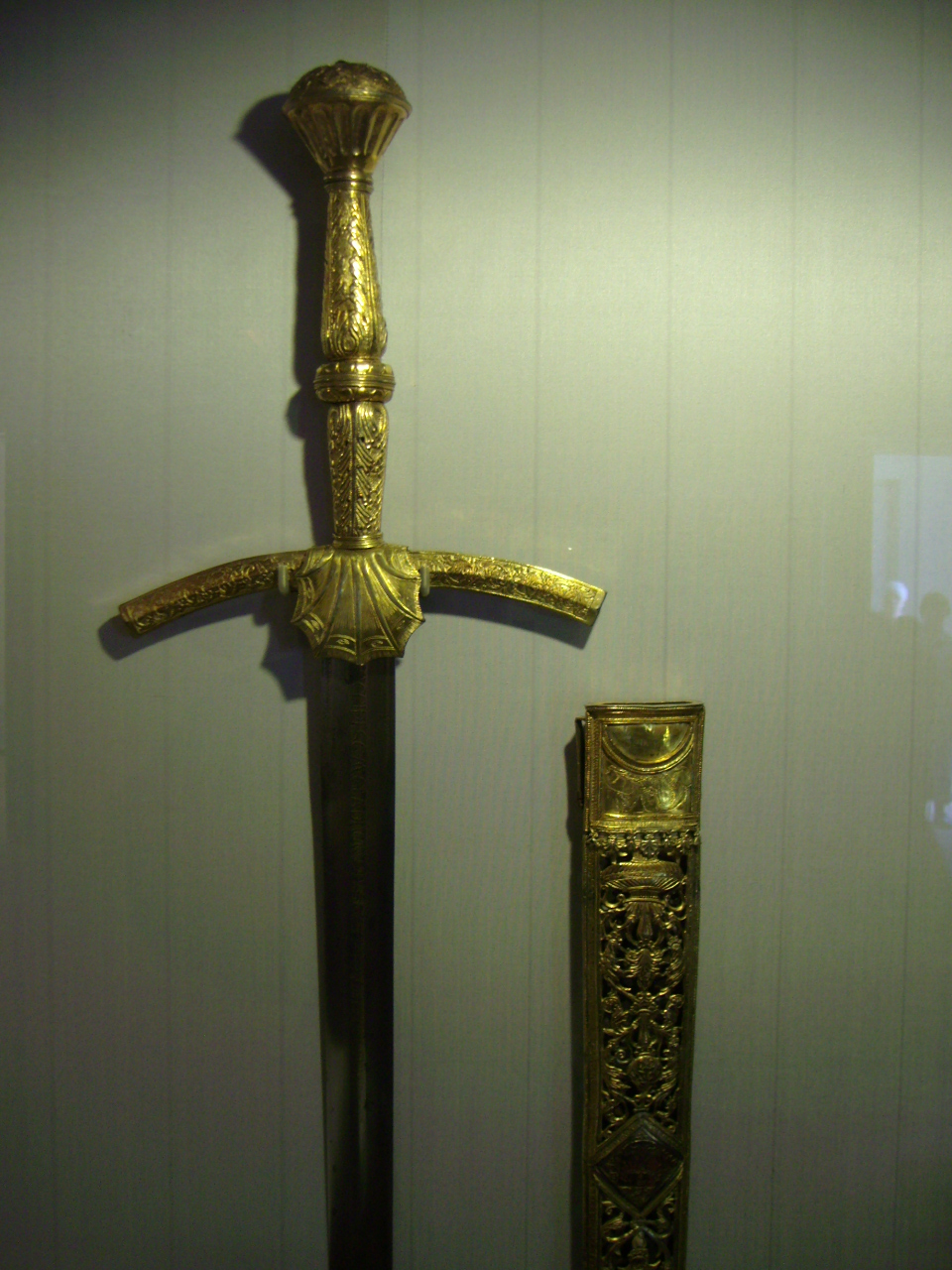
Brandenburgisches Kurschwert

Das Zepter Friedrichs I.

Die Kronjuwelen umfassen unter anderem:
- Die Königskrone Friedrichs I. von 1701. Sie wurde zur Krönung des brandenburgischen Kurfürsten und Herzogs in Preußen zum König in Preußen in Königsberg angefertigt, wie die folgenden Stücke auch. Johann von Besser beschrieb die Krone um 1712 folgendermaßen:

Die Krone war gleich dem Zepter von purem Golde / aber nicht / wie gewöhnlich / mit Laub=Wercke; sondern von lauter dicht aneinander gefügten Diamanten: Die auf den geschlossenen Bügeln und dem gantzen Umbkreise / wie aus einem Stück zusammen gegossen / und nicht anders / dann durch den Unterscheid ihrer Größe getheilet zu seyn schienen; da einige zu achtzig / neuntzig und hundert Grain / ja einige Brillanten gar zu hundert und dreyßig / an Gewicht hielten / und folgends auch mit unterschiedenem Feuer in das Gesichte fielen.
Friedrich II. ließ unmittelbar nach dem Castrum doloris für seinen Vater Friedrich Wilhelm I. im Juni 1740 Perlen und Edelsteine aus der Karkasse entnehmen, um daraus einen Staatsschmuck für seine Gemahlin Elisabeth Christine anfertigen zu lassen. Sie musste den Schmuck für das feierliche Leichenbegängnis Friedrichs am 9. September 1786 an dessen Nachfolger Friedrich Wilhelm II. herausgeben. Teile des Juwelenschmucks fanden später in der Königskrone Wilhelms II. (s. u.) Verwendung.
- Die Krone Wilhelms II., auch Hohenzollernkrone, die 1889 für die (nie erfolgte) Krönung Wilhelms zum König von Preußen angefertigt wurde. Es handelt sich hierbei nicht um eine Kaiserkrone, eine solche besaß das Deutsche Reich zwar seit 1875 im Modell für Kaiser Wilhelm I. aus Silber und Strass (ebenso wie ein Modell der Krone der Kaiserin Augusta von 1877), jedoch wurden nie tatsächliche Kronen für das Kaiserpaar gefertigt. Die oben genannte letzte preußische Königskrone enthält unter anderem einen großen Saphir, ein diamantengeschmücktes goldenes Kreuz, 142 Diamanten, 18 große Brillanten und acht große Perlen. Die Krone besitzt acht Bügel.
- Das Zepter Friedrichs I., ebenfalls von 1701. Für dieses Objekt wurde ein existierendes goldenes Zepter um einen preußischen Adler und diverse andere Teile angereichert.
- Der Reichsapfel Friedrichs I.
- Das Reichssiegel Friedrichs I.
- Das Reichsschwert Friedrichs I.
- Die Krone der Königin, auch sie ein Stück, das eigens für die Krönungszeremonie von 1701 angefertigt wurde.
- Der originale Kurhut des Kurfürstentums Brandenburg.
- Ein weiterer brandenburgischer Kurhut des Großen Kurfürsten mit vier perlenbesetzten Bügeln.
- Das Zepter des Kurfürstentums Brandenburg.
- Der kurbrandenburgische Kommandostab.
- Das brandenburgische Kurschwert.
- Die Hochzeitskronen der preußischen Prinzessinnen (verschollen).
- Die Karkassen (Metallrahmen) der Kronen von Wilhelm I. und Königin Augusta von 1861 (verschollen).
- Die Holzmodelle der Kaiserkrone des Deutschen Kaisers, der Deutschen Kaiserin und des Deutschen Kronprinzen (verschollen).

## Geschichte
Nach der Abdankung Wilhelms II. blieben die Kronjuwelen infolge der Vermögensauseinandersetzung mit dem Freistaat Preußen im Jahre 1927 zum überwiegenden Teil im Besitz der Familie, die sie im Hohenzollernmuseum Schloss Monbijou in Berlin ausstellte. Während des Zweiten Weltkrieges wurden sie 1944 nach Königsberg (Preußen) ausgelagert, dann mit anderen Kulturgütern nach Thüringen in das Bergwerk Bernterode verbracht. Von dort transportierte sie die US-Armee bei Kriegsende nach Hessen in die spätere Amerikanische Besatzungszone. Schließlich erhielt die Familie sie zurück.
Die Königskrone Wilhelms II. und 15 kostbare Prunktabatièren Friedrichs des Großen ließ Kurt von Plettenberg, Leiter der Generalverwaltung des vormals regierenden preußischen Königshauses, im August 1943 zunächst an einem unbekannten Ort in Potsdam, wahrscheinlich in seinem Amts- und Wohnsitz im Schloss Cecilienhof, verwahren. Im Dezember 1944 erschien Plettenberg in Kleinenbremen nahe Minden und vereinbarte mit dem dortigen Pastor Strathmann, die Krone Wilhelms II. und die Tabatieren Friedrich des Großen in der Evangelischen Kirche zu verstecken. Sie wurde vom Maurermeister Friedrich Ackermann und dem Kirchendiener Friedrich Aldag in der Krypta eingemauert. Die britischen Besatzungsbehörden kamen dem Versteck aber im Januar 1946 durch eine Aktennotiz des im März 1945 verstorbenen Plettenberg auf die Schliche. Prinz Oskar von Preußen musste ein britisches Kommando nach Kleinenbremen begleiten, das den Schatz aus der Krypta barg. Erst 1948 wurden Krone und Tabakdosen an den Bevollmächtigten des vormaligen preußischen Königshauses Carl-Hans Graf von Hardenberg übergeben.
Die meisten erhaltenen Stücke des Kronschatzes sind heute im Schloss Charlottenburg in Berlin als Leihgabe der Hohenzollern ausgestellt, lediglich die Krone Wilhelms II. ist auf der Burg Hohenzollern zu besichtigen. Verschollen sind die Karkassen der Kronen, die König Wilhelm I. für seine Selbstkrönung in Königsberg 1861 für sich und die Königin Augusta hatte anfertigen lassen, die berühmten Hochzeitskronen der preußischen Prinzessinnen und die oben erwähnten Modelle der Kaiser- und Kaiserinnenkrone.

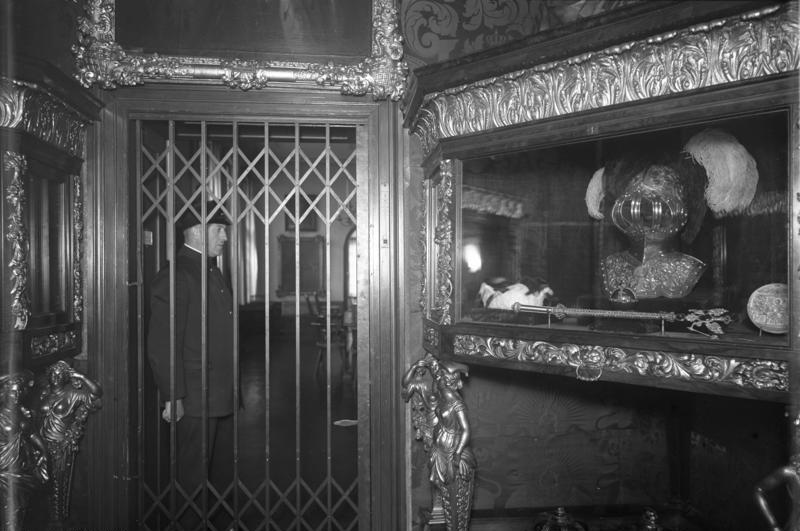
Tresor im Hohenzollernmuseum 1932
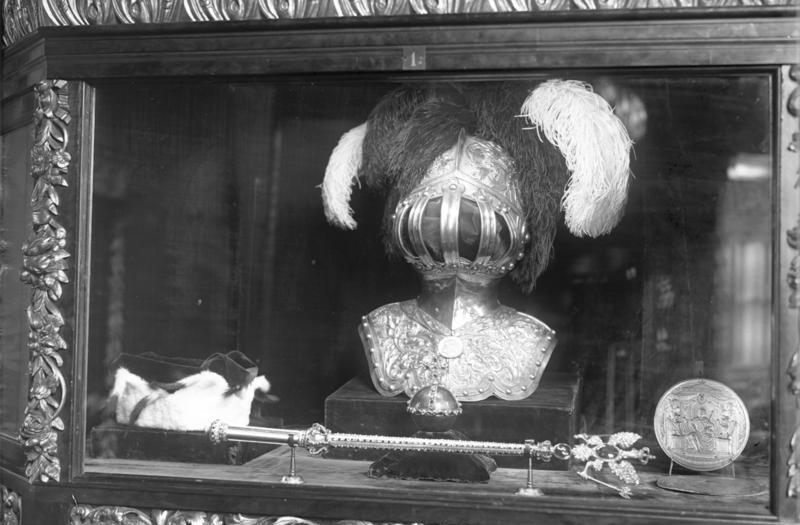
Zepter, Reichsapfel, Siegel, Kurhut und Totenhelm (1932)
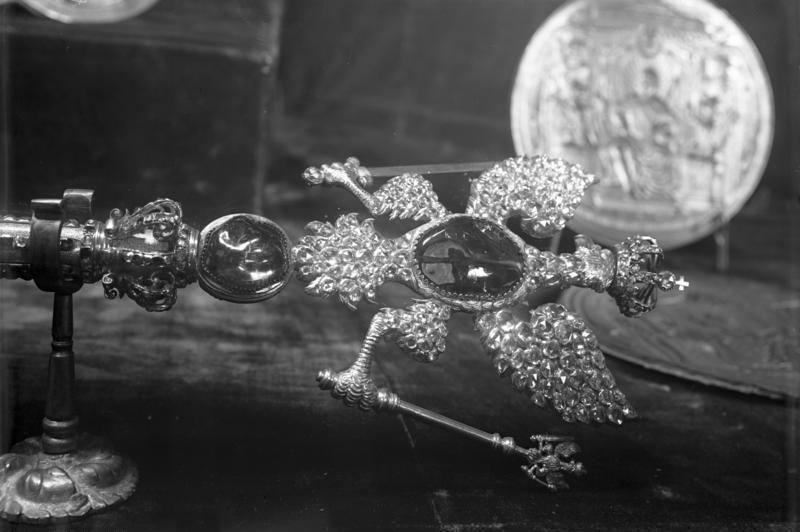
Zepterkopf (1932)
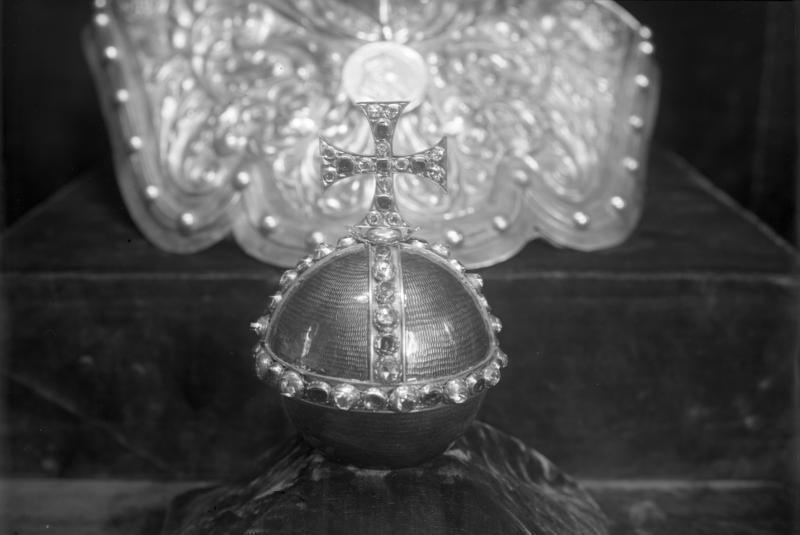
Reichsapfel (1932)
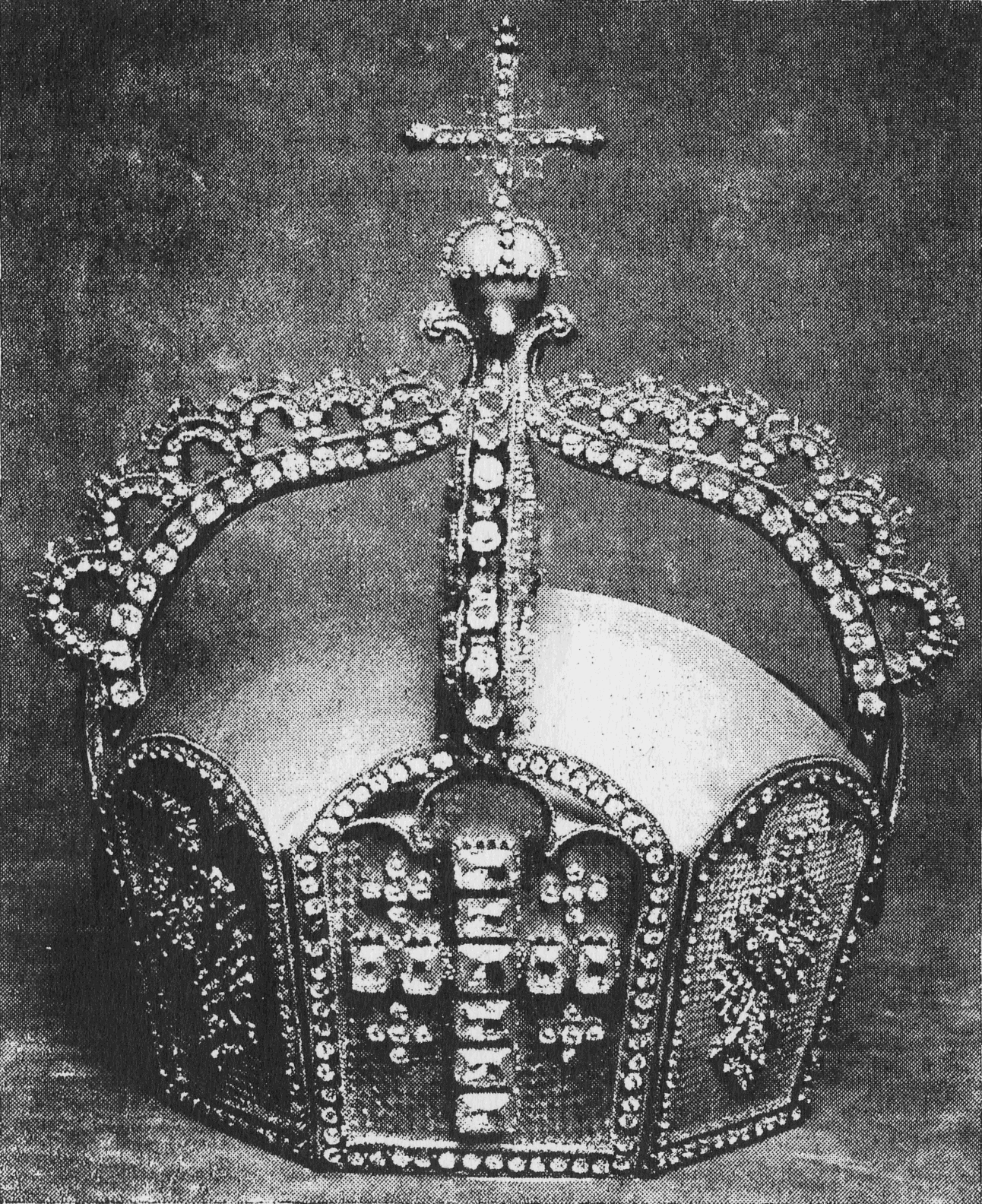
Holzmodell der Kaiserkrone des Deutschen Kaisers, Version von 1872
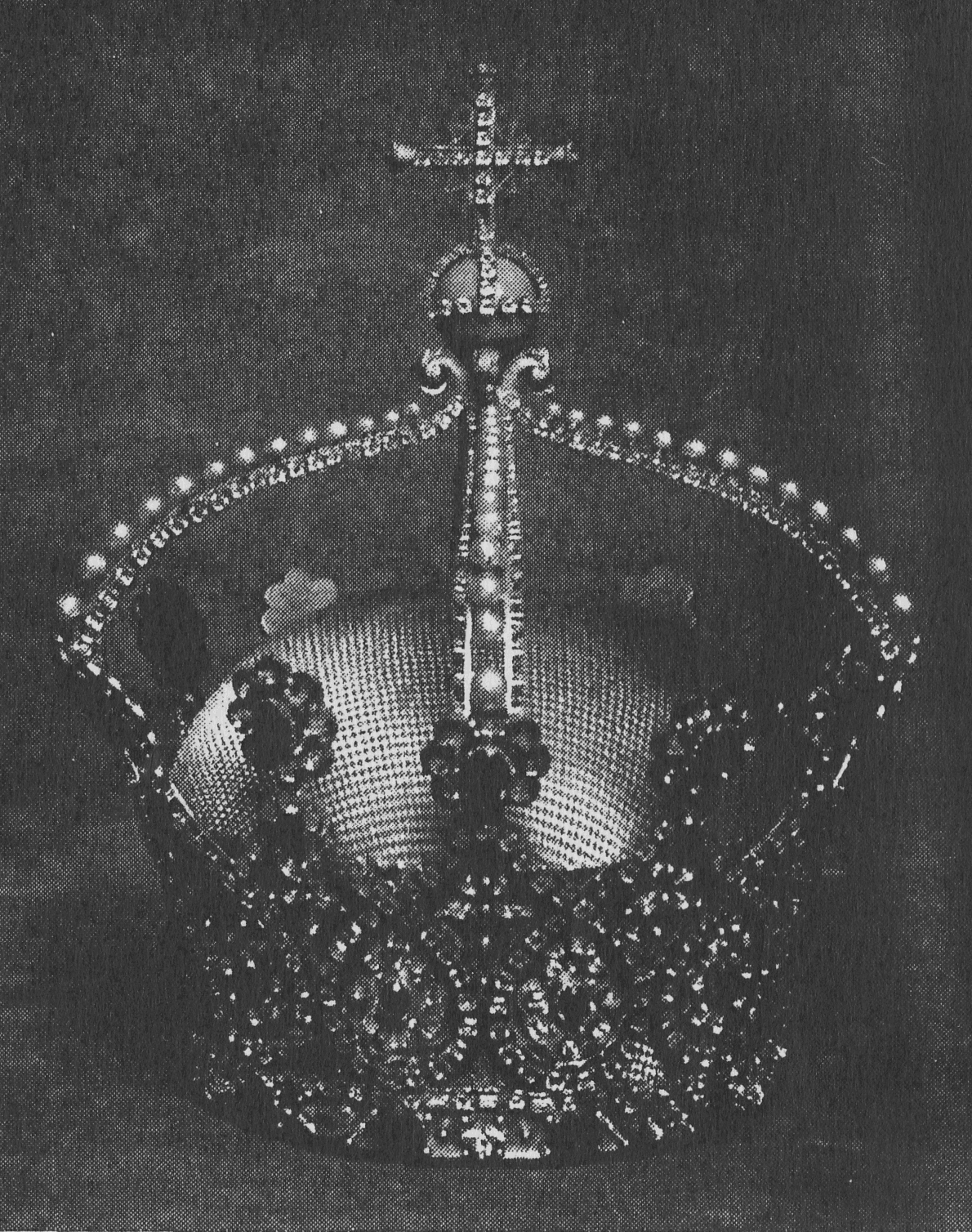
Holzmodell der Kaiserkrone der Deutschen Kaiserin
Kaiserkrone des Preußisch-Deutschen Kronprinzen (heraldische Repräsentation)